# Dargida polluta
Dargida polluta là một loài bướm đêm trong họ Noctuidae.